# Addis Abeba

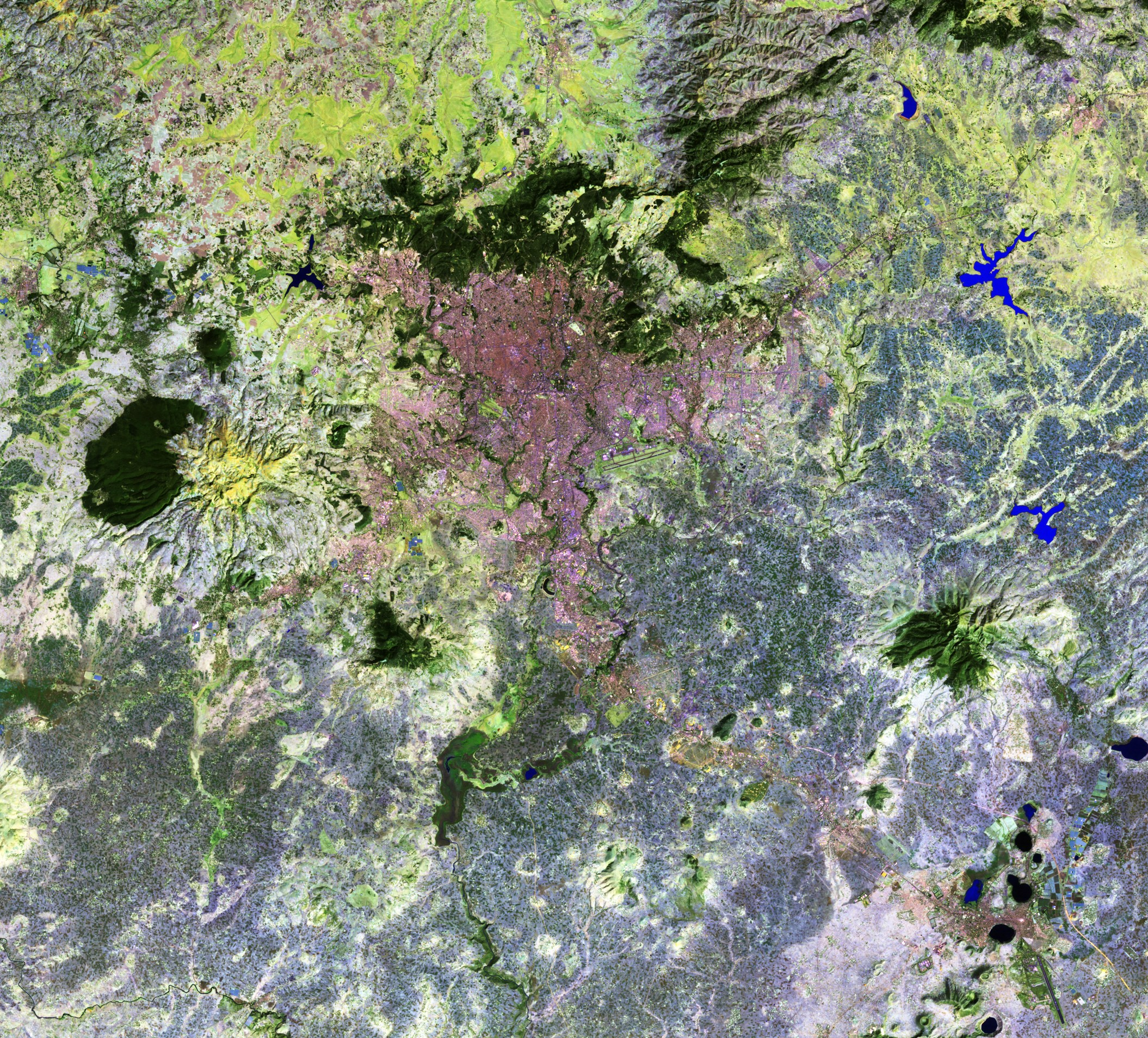
Zdjęcie satelitarne miasta oraz jego otoczenia

Addis Abeba (amh. አዲስ አበባ, „Nowy Kwiat”) – największe miasto i stolica Etiopii. Położone jest w centrum kraju, na wysokości ok. 2400 m n.p.m. na Wyżynie Abisyńskiej, u podnóża wygasłego wulkanu Entoto. W spisie z 2007 roku populację miasta oszacowano na 2 739 551 mieszkańców, a według projekcji z 2021 roku populacja wzrosła do 3,8 mln mieszkańców.
Ze względu na dużą liczbę działających tutaj organizacji międzynarodowych, oraz bogatą historię i kulturę miasta, Addis Abeba jest czasami określana mianem stolicy Afryki. Oprócz siedziby Unii Afrykańskiej, wielu biur ONZ – w tym siedziby Komisji Gospodarczej Narodów Zjednoczonych ds. Afryki – w mieście znajduje się ponad 100 ambasad.
Jest najwyżej położoną stolicą Afryki, oraz piątą najwyżej położoną stolicą na świecie.

## Struktura etniczna
Według danych z 2007 roku, mieszkańcy miasta stanowią mieszankę ok. 80 narodowości (w tym: Amhara: 47%, Oromowie: 19,5%, Gurage: 16,3%); spośród nich wybijają się społeczności chrześcijańska (etiopskie prawosławie: 74,7%, protestantyzm: 7,8%) i muzułmańska (16,2%), a języki dominujące spośród ponad 80 języków występujących w całej Etiopii to amharski, oromo, oraz gurage.

## Historia
Miasto założył w 1887 roku cesarz Menelik II jako prezent dla swojej żony Taitu Betul. Miejsce na miasto wybrała cesarzowa, była to pustynna i słoneczna równina Finfinnie, słynąca z gorących źródeł siarkowych, ponoć znakomitych na cerę. W ciągu kilku lat pustynię wokół miasta zamieniono w gaj eukaliptusowy – obsadzono ją sprowadzonymi z Australii eukaliptusami, które rosną niezwykle szybko. Początkowo miasto zostało założone na górze Entoto na wysokości 3200 m n.p.m., lecz ze względu na zimniejszy klimat (około 10-12 stopni w miesiącach czerwiec-sierpień) oraz brak wody ludność przeniosła się w tereny położone o 800 metrów niżej. W roku 1889 Addis Abeba została stolicą państwa. W 1896 roku podpisano tu traktat pokojowy po zwycięskiej wojnie z Królestwem Włoch. W latach 1936–1941 miasto było okupowane przez wojska włoskie – było stolicą Włoskiej Afryki Wschodniej. 6 kwietnia 1941 zajęte przez Brytyjczyków. W roku 1963 podpisano w Addis Abebie Kartę Organizacji Jedności Afrykańskiej.
Addis Abeba jest głównym ośrodkiem handlowo-przemysłowym (rzemiosło, różnorodny drobny przemysł – głównie spożywczy, metalowy i materiałów budowlanych) i kulturalnym Etiopii. Wokół nowoczesnych dzielnic śródmieścia w stylu włoskim rozlokowały się liczne osiedla nędzy, wabiące przybyszów z prowincji (Etiopia jest jednym z najuboższych krajów świata). Dawniej posiadało połączenie kolejowe z Dżibuti. W południowo-wschodniej części stolicy znajduje się międzynarodowy port lotniczy – Bole. Najczęstszymi środkami transportu są samochody, liczne taksówki i minibusy. Problemy z komunikacją masową; czasem oczekiwanie na autobus wydłuża się nawet do 4 godzin, dodatkowo autobusy nie odjeżdżają według rozkładu jazdy. W 1950 roku założono uniwersytet (początkowo w 1962 roku nazwany imieniem cesarza Hajle Syllasje I, który rok wcześniej podarował mu na siedzibę swój pałac, Guenete Leul, z przeznaczeniem na główny kampus; w roku 1975 uniwersytet został przemianowany na Addis Ababa University).

## Zabytki i turystyka
- Muzeum Narodowe Etiopii zawierające wiele cennych lokalnych znalezisk archeologicznych
- Katedra Świętej Trójcy
- Unity Park – park rozrywki zawierający ogród zoologiczny i historyczne artefakty
- Katedra Medhane Alem – największa katedra w Etiopii i druga w Afryce
- Addis Mercato – największy targ pod gołym niebem w Afryce
- Katedra św. Jerzego
- Kościół Entoto Maryam – najstarszy kościół w Etiopii, miejsce pochówku cesarza Menelika II i jego żony
- Plac Meskel
- Pałac Menelika, znany również jako Pałac Cesarski, dziś mieści biura i rezydencję premiera Etiopii
- Wielki Meczet Anwar – największy i najstarszy meczet w Addis Abebie
- Pomnik Yekatit 12 – pomnik upamiętniający ofiary włoskich represji
- Pomnik Lwa Judy – symbol cesarzy etiopskich
- Wzgórza Entoto
- Muzeum Etnologiczne będące częścią Uniwersytetu w Addis Abebie

## Transport

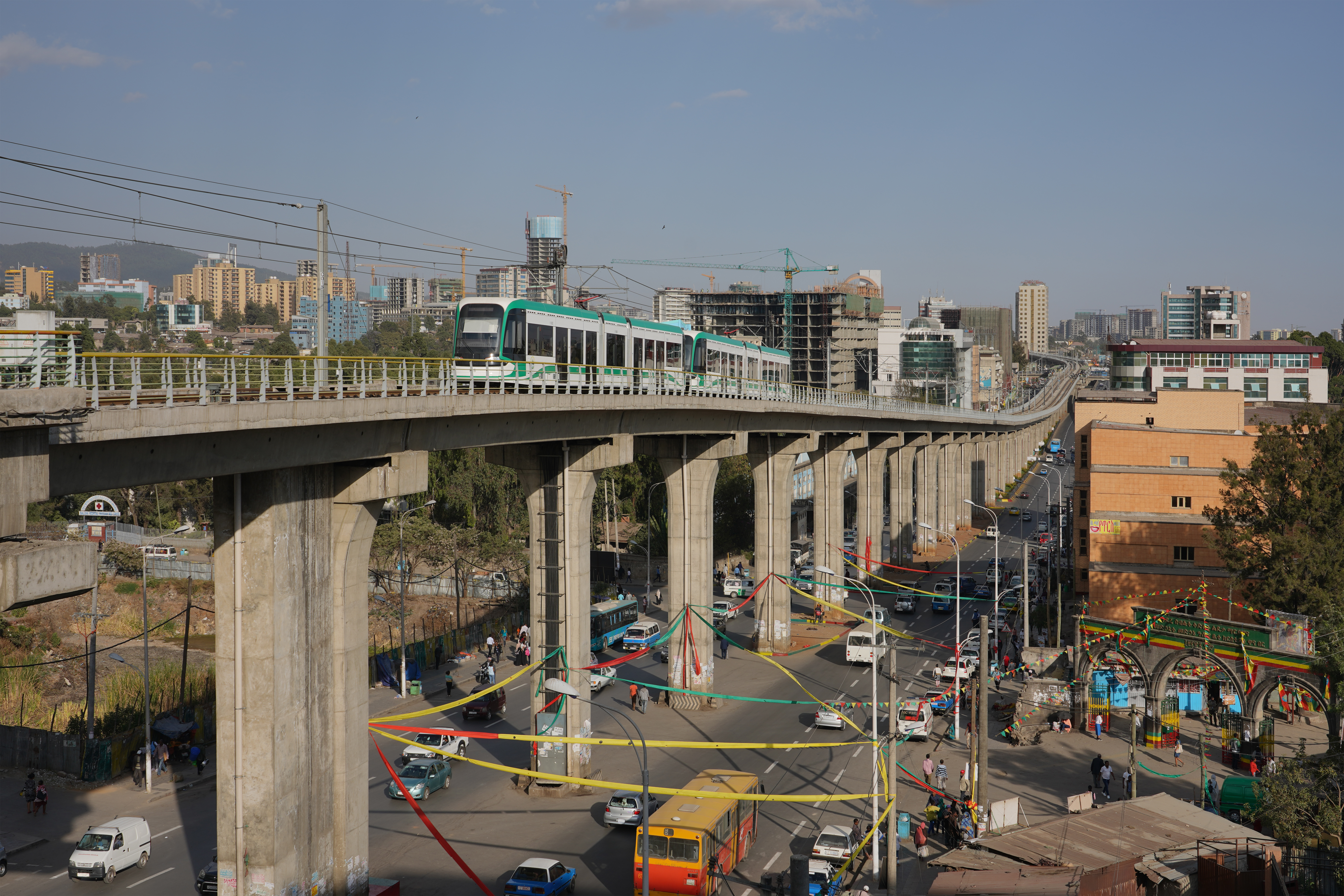
Linia tramwajowa w pobliżu stacji Lideta

Międzynarodowy port lotniczy Addis Abeba Bole, jeden z największych portów lotniczych w Afryce, znajduje się w dzielnicy Bole, nieco mniej niż 6 kilometrów od centrum miasta. 21 stycznia 2003 roku otwarto ultranowoczesny terminal lotniska. W 2018 roku miasto wyprzedziło Dubaj jako główny węzeł tranzytowy dla pasażerów długodystansowych do Afryki.
Sektor taksówek typu minibus jest dominującym środkiem transportu publicznego, który zapewnia środki mobilności dla większości mieszkańców miasta. Drugi co do wielkości udział zapewniają autobusy miejskie o dużej pojemności obsługiwane przez Anbessa. Deficyt wysokiej jakości miejskiego transportu publicznego sprawia, że duża część populacji przemieszcza się pieszo.
Linia kolejowa Etiopia-Dżibuti o długości 752,7 km, która zaczyna się w Addis Abeba jest pierwszą nowoczesną zelektryfikowaną linią kolejową w Afryce Wschodniej. Linia została formalnie zainaugurowana dla usług pasażerskich w październiku 2016 r., zapewniając śródlądowej Etiopii szybszy dostęp do portu w Dżibuti. W 2015 roku uruchomiono pierwszą w Etiopii nowoczesną kolej miejską, która jest pierwszą w pełni zelektryfikowaną w Afryce Subsaharyjskiej. Łączna długość linii wynosi 31 km i obejmuje 39 stacji.

## Sport
W mieście siedzibę ma klub piłkarski Dedebit F.C., zdobywca mistrzostwa Etiopii w 2013 roku.

## Miasta partnerskie
- Beer Szewa, Izrael
- Lipsk, Niemcy
- Pekin, Chiny
- Chuncheon, Korea Południowa
- Waszyngton, D.C., Stany Zjednoczone
- Tel Awiw, Izrael